# Косяки (Зеньковский район)
Косяки (укр. Косяки) — село,
Удовиченковский сельский совет,
Зеньковский район,
Полтавская область,
Украина.
Население по переписи 2001 года составляло 40 человек.

## Географическое положение
Село Косяки находится в 1-м км от села Удовиченки.
По селу протекает пересыхающий ручей с запрудой.

## История
Хутор был приписан к Вознесенской церкви в Удовиченках
Есть на карте 1869 года как хутор Ковшики (Куракин)